# Oskar Langendorff
Oskar Langendorff (Breslavia, 1º febbraio 1853 – Rostock, 10 maggio 1908) è stato un cardiologo e fisiologo tedesco.
È conosciuto principalmente per i suoi studi inerenti alla cardiologia, che portarono all'ideazione del metodo noto come cuore di Langendorff, oltre che per ricerche e scoperte concernenti l'apparato respiratorio e il sistema nervoso.